# Eutelsat W2
Eutelsat W2 è stato un satellite per comunicazioni del gruppo Eutelsat Communications (Organizzazione Europea di Satelliti per Telecomunicazioni), con sede a Parigi.

## Storia
Il satellite fu spedito nello spazio il 5 ottobre 1998 a bordo di un razzo Ariane 4 partito dal Centro Spaziale Guianese a Kourou (Guyana francese).
L'Eutelsat W2 è stato usato, oltre che per trasmissione di programmi radiofonici e televisivi, anche per servizi di telecomunicazione e di multimedialità.
Dal 2010 il satellite non è più operativo.

## Ricezione
Il satellite può essere captato in Europa, ed in Medio Oriente, ma anche in alcune parti di Asia, Russia ed Africa (Madagascar e territori circostanti).
La trasmissione avviene in banda Ku.